# Годавари
Года́вари (хинди गोदावरी) — вторая по величине река в Индии.

## Этимология
На языке телугу река называется Годай от года «граница»; вари (санскрит) — «вода, река», то есть «пограничная река».

## Общие сведения
Берёт начало у города Тримбак в штате Махараштра. Течёт на восток через штаты Махараштра и Андхра-Прадеш, впадает в Бенгальский залив. Средний расход воды — 3038 м³/с.
Годавари — священная для индуистов река, на её берегах несколько паломнических центров.
Хотя река берёт начало всего в 80 км от Аравийского моря, на восточных склонах Западных Гат, её воды проходят 1465 км, пересекая плато Декан, чтобы достичь Бенгальского залива, в который Годавари впадает, разделяясь на два русла. Можно считать, что дельта у рек Годавари и Кришна общая. Высота истока — 1200 м над уровнем моря.
Немного выше города Раджамандри построена плотина, обеспечивающая воду для орошения и выработку электроэнергии. В целом, бо́льшая часть воды реки забирается для орошения.

## Основные притоки

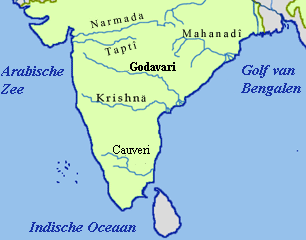

- Индравати
- Манджра
- Пранхита
- Ваинганга
- Вардха
- Киннерасани
- Силеру
- Сабари

## Города на реке
В штате Махараштра:
- Тримбакешвар
- Насик
- Копаргаон
- Паитан
- Нандер

В штате Андхра-Прадеш:
- Бхадрачалам
- Раджамандри
- Коввур
- Нарсапур